# Lidatorp och Klövsta
Lidatorp och Klövsta är en av SCB avgränsad och namnsatt tätort i Nynäshamns kommun i Stockholms län. den omfattar bebyggelse i Lill-lida, Lidatorp och Klövsta belägna i Ösmo socken vid riksväg 73 mellan Ösmo och Nynäshamn
År 1990 till 2005 räknades orten av SCB som en småort med benämningen Lidatorp. Sedan 2010 räknar SCB den som en tätort.

## Befolkningsutveckling
| Befolkningsutvecklingen i Lidatorp/Lidatorp och Klövsta 1990–2020 | Befolkningsutvecklingen i Lidatorp/Lidatorp och Klövsta 1990–2020 | Befolkningsutvecklingen i Lidatorp/Lidatorp och Klövsta 1990–2020 | Befolkningsutvecklingen i Lidatorp/Lidatorp och Klövsta 1990–2020 | Befolkningsutvecklingen i Lidatorp/Lidatorp och Klövsta 1990–2020 |
| ----------------------------------------------------------------- | ----------------------------------------------------------------- | ----------------------------------------------------------------- | ----------------------------------------------------------------- | ----------------------------------------------------------------- |
|                                                                   |                                                                   |                                                                   |                                                                   |                                                                   |
| År                                                                |                                                                   |                                                                   | Folkmängd                                                         | Areal (ha)                                                        |
| 1990                                                              | 1990                                                              |                                                                   | 63                                                                | 14#                                                               |
| 1995                                                              | 1995                                                              |                                                                   | 89                                                                | 31#                                                               |
| 2000                                                              | 2000                                                              |                                                                   | 98                                                                | 31#                                                               |
| 2005                                                              | 2005                                                              |                                                                   | 182                                                               | 34#                                                               |
| 2010                                                              | 2010                                                              |                                                                   | 340                                                               | 34                                                                |
| 2015                                                              | 2015                                                              |                                                                   | 363                                                               | 41                                                                |
| 2020                                                              | 2020                                                              |                                                                   | 402                                                               | 42                                                                |
| Anm.: Ny tätort 2010. # Som småort.                               |                                                                   |                                                                   |                                                                   |                                                                   |